# Совиное кафе
Сови́ное кафе́ — вид антикафе, где посетители могут понаблюдать за совами, подержать их или сфотографироваться с птицами. Также посетителям могут предлагаться еда, напитки, настольные игры и другие развлечения. Впервые совиные кафе появились в Японии, а затем распространились по всему миру.

## История и распространение
Кафе с совами — это одна из множества разновидностей кафе и антикафе, где компанию посетителям составляют животные. Впервые кафе с использованием животных открылось в 1998 году в столице Китайской Республики — Тайбэе. Это было кошачье кафе, идея которого быстро оказалась востребована и популярна во всём мире. Одна из причин популярности — отсутствие возможности содержать домашних животных, поэтому люди посещают кафе, чтобы «пообщаться» с питомцами. Кроме кошачьих кафе стали также открываться заведения с собаками, кроликами и другими животными.
На волне популярности звериных кафе, а также в целом популярности сов в современной культуре и Интернете, были открыты кафе с совами, а также кафе с птицами, включающие сов. Впервые они появились в Японии в 2012 году, получив название «совиные кафе»  (яп. フクロウカフェ фукуро: кафэ), быстро завоевали популярность и стали открываться в остальном мире. В России первое совиное кафе открылось 4 марта 2017 года в Москве.

## Деятельность кафе
Как правило, основной упор в таких кафе делается не на употребление пищи, а на «общение» с совами: игра, кормление, наблюдение, поглаживание птиц. Однако вместе с этим посетителям могут предлагаться еда и напитки. В помещении могут находиться от 10 до 25 сов, которые могут сидеть на жёрдочках или свободно перемещаться по заведению. В некоторых кафе нет свободного посещения. Они принимают посетителей только малыми группами и исключительно по предварительной записи. Также посетителей могут просить дезинфицировать руки, дать инструкции по обращению с совой.

## Критика защитниками животных
Совиные кафе, как и другие антикафе с использованием недомашних животных, подвергаются критике со стороны защитников прав животных.